# Hérouville-Saint-Clair
 Hérouville-Saint-Clair  es una población y comuna francesa, situada en la región de Baja Normandía, departamento de Calvados, en el distrito de Caen y cantones de Hérouville-Saint-Clair (Caen-5) (chef-lieu) y Caen-6.
Está situada en la periferia de Caen. Recibe el nombre de Hérouville desde 1957, cuando se recalifican sus terrenos en la década de los sesenta para construir una nueva ciudad. En veinte años ha multiplicado su población por trece convirtiéndose en la segunda ciudad del departamento. 

## Demografía
| 553                       | 465 | 560 | 621 | 662 | 636 | 618 | 569 | 630 | 559 | 591 | 596 | 595 | 511 | 560 | 630 | 608 | 658 | 629 | 563 | 672 | 864 | 939 | 896 | 957 | 1 358 | 1 784 | 9 041 | 23 712 | 24 298 | 24 795 | 24 025 | 22 590 |
| (Fuente: INSEE y Cassini) |     |     |     |     |     |     |     |     |     |     |     |     |     |     |     |     |     |     |     |     |     |     |     |     |       |       |       |        |        |        |        |        |